# John Dolmayan
John Dolmayan (în armeană: Ճոն Տոլմայեան; n. 15 iulie 1972, Beirut, Liban) este un baterist și compozitor armeano-american.
Este cel mai bine cunoscut drept bateristul trupei de heavy metal System of a Down. Dolmayan este, de asemenea, bateristul trupei Indicator și fostul baterist pentru Scars on Broadway. Dolmayan s-a clasat pe locul 33 pe lista Loudwire din Top 200 Hard Rock + Metal Drummers of All Time.

## Discografie

### System of a Down
- System of a Down (1998)
- Toxicity (2001)
- Steal This Album! (2002)
- Mezmerize (2005)
- Hypnotize (2005)

### Serj Tankian
- Elect The Dead (2007)

### Scars On Broadway
- Scars on Broadway (2008)

### Axis Of Justice
- Concert Series Volume 1 (2004)

### Scum of the Earth
- Blah...Blah...Blah...Love Songs for the New Millennium (2004)

### These Grey Men
- These Grey Men (2020)